# Santilli-Film
Der Santilli-Film, auch Alien Autopsy, ist ein gefälschter Dokumentationsfilm, der die Obduktion eines Außerirdischen aus dem Jahr 1947 zeigt. Die Aufnahme wurde 1995 hergestellt und der Öffentlichkeit vorgestellt.

## Veröffentlichungsgeschichte
Am 5. Mai 1995 präsentierte Ray Santilli (* 1958), ein Filmproduzent aus London, den Film zum ersten Mal öffentlich vor Vertretern der Presse und einigen UFO-Forschern. Das Filmmaterial wird daher nach ihm als so genannter Santilli-Film oder Santilli-Footage (dt. Santilli-Filmmaterial) bezeichnet. Santilli behauptete, er habe den Film von einem ehemaligen amerikanischen Militärkameramann erworben. Durch den Santilli-Film wurde die allgemeine Diskussion um Außerirdische und UFOs neu angeheizt und erstmals erhielt die breite Öffentlichkeit Beweismaterial. Auf der Düsseldorfer UFO-Weltkonferenz im Herbst 1995 führte Michael Hesemann (Mitherausgeber des Magazin 2000) vermeintliche zusätzliche filmische Beweise vor.
Am 4. April 2006 zeigte der englische Fernsehsender Sky One eine Dokumentation, in der sich Ray Santilli dazu bekannte, den Film 1995 gedreht zu haben. Das Alienmodell wurde von John Humphreys, einem Experten für Spezialeffekte beim Film, hergestellt. Dieser gestand ferner, auch einen der Autopsie-Ärzte im Film gespielt zu haben. Ray Santilli behauptet allerdings, dass es sich bei dem Projekt um eine Nachfilmung einer real stattgefundenen Autopsie handle, deren Filmmaterial er und sein Partner Gary Shoefield 1992 fanden und welches stark zersetzt war. Deshalb baten sie John Humphreys um Unterstützung, indem er, auf Basis dessen, was sie ihm vorführten, ein entsprechendes Autopsie-Modell für ihren Film anfertigen sollte.

## Inhalt
Der in schwarzweiß gedrehte, etwa 16 Minuten lange Film stellt die Autopsie einer Leiche dar, die im Jahre 1947 bei einer angeblichen UFO-Havarie wenige Wochen nach dem UFO-Absturz von Roswell stattgefunden haben soll. Der Außerirdische sei daraufhin vermutlich in ein Labor in Fort Worth, Texas gebracht und dort untersucht und obduziert worden. Laut Ray Santilli wurde der Film Anfang Juni 1947 gedreht. Der Kameramann hatte Sicherheitskopien des Materials angefertigt, die er Jahrzehnte später an den Briten verkaufte.
Der „humanoide Außerirdische“ hat in etwa die Größe eines 12-jährigen Kindes, sein Körper ist völlig unbehaart und weist keine offensichtlichen Geschlechtsorgane auf. Die Extremitäten wirken im Vergleich zum Körper unproportioniert und er besitzt sowohl sechs Finger als auch sechs Zehen. Die rechte Hand ist abgetrennt. Der Schädel ist verlängert, die Ohrmuscheln sind klein und wirken unterentwickelt, die Ohrläppchen sind nur im Ansatz erkennbar und die Nasenwurzel ist flach. Die Augen sind klein, stehen aber weit auseinander und liegen tief in den Augenhöhlen. Sie sind mit Tränensäcken unterlaufen und wirken eingefallen. Der Mund mit sehr schmalen Lippen steht offen, Zähne sind nicht zu sehen. Insgesamt wirkt der Gesichtsausdruck nach menschlichem Eindruck „schmerzverzerrt“. Das rechte Bein des Außerirdischen weist bereits zu Beginn des Filmes über dem Knie eine große Öffnung auf. Es geht aus dem Film nicht hervor, ob diese Verletzung bei der Autopsie geschah oder vorher.
Nachdem zuerst zwei Seiten des Raums sowie der Außerirdische auch mit einigen Nahaufnahmen gefilmt worden sind, betreten zwei Rechtsmediziner das Labor und untersuchen daraufhin die Leiche, indem sie diese leicht betasten, das Armgelenk leicht drehen, in den Mund schauen sowie das verletzte Bein eingehend begutachten und dann das Kniegelenk mehrfach bewegen und anwinkeln. Später setzen sie mit dem Skalpell einige Schnitte im Halsbereich an, öffnen anschließend den Brustkorb und die Bauchhöhle und entnehmen einige Organe. Dann folgt die Untersuchung der Augen und eine Hornhaut oder Linse wird entfernt. Abschließend wird der Kopf untersucht, der Schädel eröffnet und das Gehirn entnommen.

## Debatte
Der Film löste eine breite Debatte darüber aus, ob die vorgestellte Autopsie eines Außerirdischen realistisch sei oder ob es sich lediglich um eine Fälschung handle.
Zum einen wird in Frage gestellt, ob die im Film dargestellten Materialien sowie die Raumausstattung bereits im Jahre 1947 existiert haben können. Besonders wird dabei über ein schwarzes Wandtelefon diskutiert, welches im Hintergrund zu sehen ist und offensichtlich über ein Spiralkabel verfügt. Recherchen der Befürworter des Materials ergaben jedoch, dass sowohl das Telefon als auch das Spiralkabel 1947 bereits auf dem Markt waren. Der Kameramann, der die ganze Zeit um den Tisch herumgeht, um die Arbeit der Pathologen zu filmen, vermeidet jede Nahaufnahme der Ärzte sowie jede Aufnahme der anderen beiden Seiten des Raums. Die Belichtung im Raum ist schlecht und die Aufnahmen teilweise unscharf. Immer wieder wird darauf hingewiesen, dass die amateurhaft wirkenden Aufnahmen, das kleine Labor sowie die Tatsache, dass das Ärzteteam nur aus zwei Mann besteht, für eine Forschungsarbeit von so einmaliger und elementarer Bedeutung für die Menschheit unangemessen wirken. Andererseits ist der Aspekt der strikten Geheimhaltung zu beachten. Erstaunlich ist auch, dass die beiden Ärzte Strahlenschutzanzüge mit kleinen Glassichtfenstern tragen, obwohl am angeblichen Fundort in Roswell keine ungewöhnliche Radioaktivität gemessen wurde. Als Schutz vor einer virologischen Verseuchung erscheinen die Anzüge ebenfalls unzureichend, da die Ärzte hierfür zusätzlich ein Atmungsgerät hätten tragen müssen.
Des Weiteren wird die obduzierte „Leiche“ selbst in Frage gestellt. Dabei könnte es sich einerseits um die echte Leiche eines Menschen mit genetisch bedingten Besonderheiten handeln (z. B. C-Syndrom oder Polydaktylie), deren optische Krankheitsmerkmale dem Aussehen des dargestellten Wesens ähnlich sein könnten. Andererseits kommt auch eine hervorragend gemachte Filmattrappe eines Außerirdischen in Frage. Letzteres wäre allerdings kaum denkbar, sollte der Santilli-Film tatsächlich in den 1940er Jahren gedreht worden sein, da zu diesem Zeitpunkt die Filmtricktechnik noch nicht so weit entwickelt war. Darüber hinaus wurden auch Pathologen zu Rate gezogen, um die Arbeit der im Film gezeigten Ärzte zu beurteilen. Die Experten kamen dabei zu dem Schluss, dass die „Filmärzte“ alle üblichen Formen und Abläufe einer konventionell sowie einer wissenschaftlich durchgeführten Autopsie missachteten und eher unprofessionell vorgingen. Unterstützt werden die Zweifler auch dadurch, dass der Santilli-Film an allen wesentlichen Stellen der Obduktion wie z. B. die Öffnung des Bauchraumes oder des Kopfes des vermeintlichen Außerirdischen Filmschnitte aufweist, die den flüssigen Ablauf der Obduktion nicht darstellen können und somit genügend Spielraum für Veränderungen an einer potentiellen Attrappe erlauben. Außerdem fehlt bis heute eine abschließende Analyse des gesamten Santilli-Filmmaterials auf den Zeitpunkt der Herstellung und Film-Entwicklung. Zwar wurden Teile des Filmes bereits von Kodak geprüft und auf die 1940er Jahre datiert, doch handelte es sich dabei ausnahmslos um Zelluloid-Fragmente, die weder den Autopsie-Raum noch die Leiche des Außerirdischen ablichteten. Ray Santilli verweigert jede Herausgabe des Original-Filmmaterials zur weiteren Untersuchung durch Kodak und eine unabhängige Kommission.
Ein weiterer Aspekt ist die ethische Diskussion, ob – wenn es sich tatsächlich um einen Außerirdischen handelt – der im Film gezeigte Umgang mit dem fremden Wesen angemessen ist. Einige Pathologen gehen einen Schritt weiter und behaupten, dass es sich um eine Straftat handelt, wenn es kein Außerirdischer ist, sondern tatsächlich ein Mensch mit den vermuteten Erkrankungen. Diese in Betracht kommenden Syndrome und Einzelmerkmale kommen vergleichsweise selten vor und sind mehrheitlich medizinisch dokumentiert und archiviert. Daher müsste – so die breite Meinung der Ärzteschaft – der im Film gezeigte Mensch nur aus Gründen der Herstellung eines Filmes, der einzig zur Täuschung der Menschheit produziert wurde, illegal obduziert worden sein. Außerdem geht auch nirgends hervor, woher die Aufnahmen stammen, wo sie entstanden sind und wer sie gedreht hat.

## Filmkomödie
Der Spielfilm Alien Autopsy – Das All zu Gast bei Freunden ist eine Satire über den Filmdreh. Der ehemalige Chef des britischen „BUFORA Ltd (British UFO Research Association)“ Philip Mantle, veröffentlichte im Mai 2012 das Buch Roswell Alien Autopsy: The Truth Behind the Film that Shocked the World und beleuchtet die Hintergründe des Santilli-Filmes.